# Oibotás z Dymé
Oibotás (starořecky Οἰβώτας – Oibotás) byl olympijský vítěz v běhu na jedno stadium v roce 756 př. n. l.
Oibotás z achajské Dymé zvítězil v běhu na jedno stadium na 6. olympijských hrách, v jediné disciplíně, v které se na hrách od jejich založení v roce 776 př. n. l. soutěžilo. Hry se o další disciplínu běh na dvě stadia (diaulos) rozšířily v roce 724 př. n. l. Prvním vítězem v běhu na dvě stadia se stal Hypénos z Pisy. Vzdálenost stadia (600 stop) se pohybovala zhruba od 175 do 200 metrů.
Starověký autor Pausaniás uvádí, že Oibotás, syn Oinia, vítěz v běhu na jedno stadium, měl sochu v olympijské Altidě, kterou mu nechali zhotovit rodáci na příkaz věštírny v Delfách až po třech stoletích. (První sochy atletů postavili až po 61. hrách, krátce po roku 544 př. n. l., resp. 536 př. n. l.). Hlásal to také nápis na jeho soše: „Oibotás, Achájec, syn Oinia, zvítězil v běhu, stal se tak všeobecně známým ve své vlasti Paleia." (Paleia byl původní název Dymé, řečtí básníci totiž ze zvyku používali starší názvy měst).